# IBM 2250

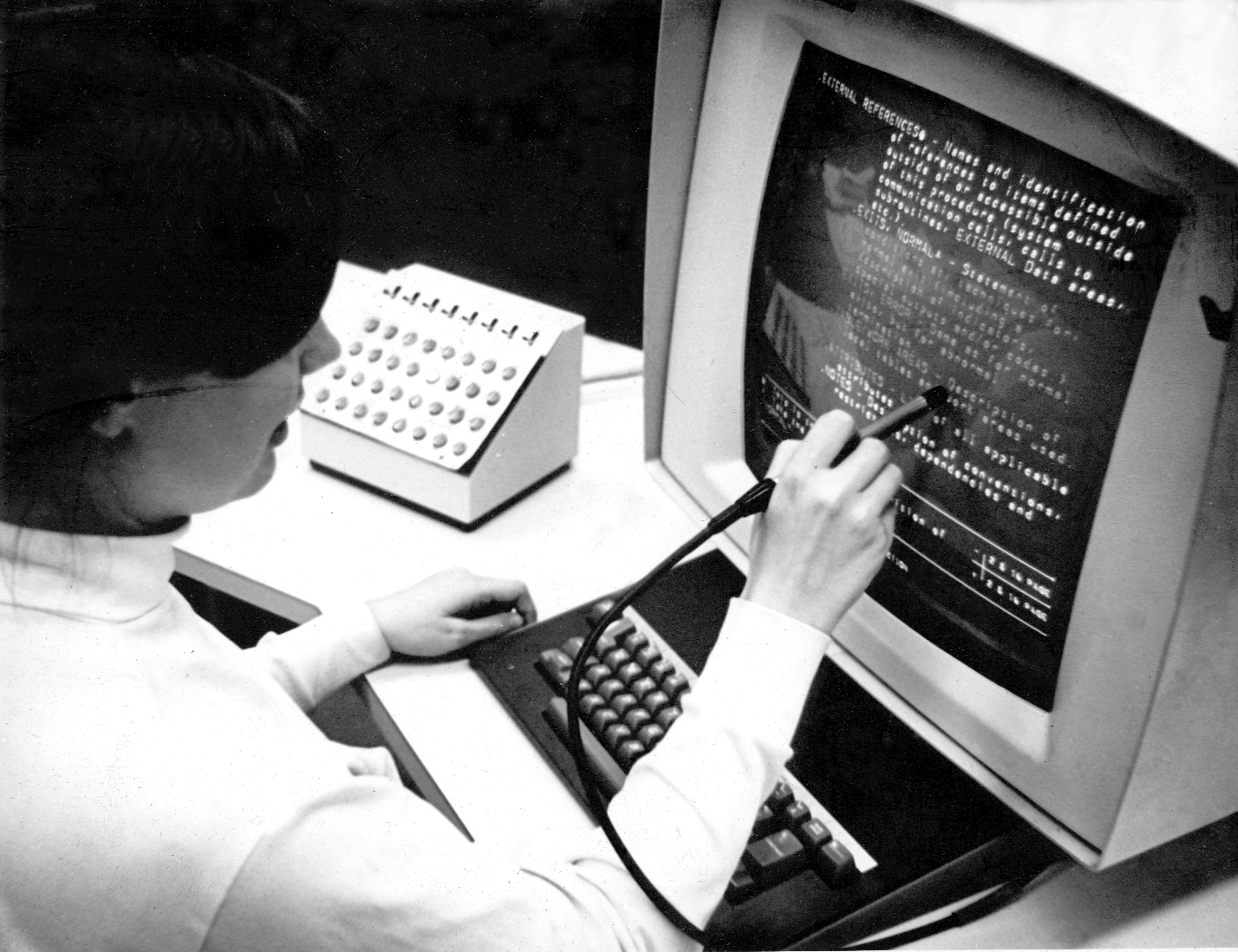
Дисплейний термінал IBM 2250, разом зі світловим пером і додатковою клавіатурою

IBM 2250 Graphics Display Unit — векторна дисплейна система, розроблена компанією IBM для комп'ютерів серії IBM System/360. Анонсована у 1964 році.

## Будова
Контролер дисплея IBM 2250 III підтримував до чотирьох векторних терміналів. Вартість контролера і термінала у 1970 році становила близько 280 000 доларів США.
Список ліній (векторів) для відображення на екрані зберігався у основній пам'яті комп'ютера, або у додатковому буфері. Координатна сітка складала 1024 на 1024 точки. Лінії перемальовувалися на екрані з частотою до 40 разів на секунду. Символи (текстові) конструювалися підпрограмами з сегментів ліній, таким чином міг відображатия будь-який шрифт. Втім, шрифти були максимально спрощені, щоб відображення кожного символа не займало занадто багато процесорного часу. У всіх моделях передбачався опційний «генератор символів», що надавав готові шрифти для 63-х алфавітно-цифрових знаків.
Термінал 2250 знаходився у корпусі консольного типу, разом з клавіатурою (QWERTY) і спеціальною «клавіатурою з програмованими функціями». Діагональ екрану становила 21 дюйм, але інформація відображалася лише на квадраті 12 × 12 дюймів. Підтримувалося також світлове перо.
До терміналу 2250 міг приєднуватися прилад IBM 2285 Display Copier, що за командою оператора видавав «паперову копію» екрана розміром 8½ на 11 дюймів.
До контролера 2840 можна було приєднати також прилади IBM 2280 Film Recorder або IBM 2282 Film Recorder/Scanner, що працювали з фотографічними негативами (2280 міг лише виводити зображення, а 2282 виводити і сканувати).
Існували наступні моделі 2250:
- Модель 1 — підключалася безпосередньо до селекторного або мультиплексного каналу IBM System/360.
- Модель 2 — під'єднувалася за допомогою контролера 2840-1 (підтримував до 4-х дисплеїв, буферизацію і генератор символів).
- Модель 3 — під'єднувалася за допомогою контролера 2840-1.
- Модель 4 — призначалася для під'єднання до мінікомп'ютера IBM 1130 через канал SAC (англ. storage access channel). IBM 1130 міг використовуватися як повноцінний процесор, або ж як допоміжна система, під'єднана до віддаленої System/360.

## Конкуруючі пристрої
Конкуруючі фірми, такі як Adage, Inc., Evans & Sutherland, Information Displays Inc., Lundy, Sanders Associates, Spectragraphics і Vector General, випускали схожі на 2250 пристрої, сумісні на рівні з'єднувачів і електричних сигналів.

## Подальший розвиток
У 1977 році IBM представила дисплейну систему 3250 Display System (вироблялася фірмою Sanders Associates) на заміну застарілій 2250.